# Jérôme Lalande
Joseph Jérôme Lefrançois de Lalande (Bourg-en-Bresse, 11 juli 1732 - Parijs, 4 april 1807) was een Franse wiskundige en astronoom die bekend is door zijn astronomisch werk aan het zonnestelsel en door zijn bijdragen aan de popularisatie van de sterrenkunde in het algemeen. Hij heeft gedurende 46 jaar de leerstoel voor astronomie bekleed aan het "Collège de France" te Parijs. In 1801 gaf hij een sterrencatalogus uit, waarin de gegevens van 47.390 sterren waren opgenomen. Als nieuwontdekte ster in deze catalogus vindt men onder andere "Lalande 21185", een rode dwerg die op een afstand van ongeveer 8,3 lichtjaar van de aarde staat en niet met het blote oog waar te nemen is in het zuidoostelijk gedeelte van het sterrenbeeld de Grote Beer. Hij is een van de 72 Fransen wier namen in reliëf op de Eiffeltoren zijn aangebracht.

## Biografie
Na zijn studie aan het jezuïetencollege van Bourg-en-Bresse en Lyon werd Lalande door zijn ouders naar Parijs gestuurd om rechten te studeren. Daar verbleef hij in het "Hôtel de Cluny" waar Joseph-Nicolas Delisle (1688-1768) een sterrenwacht geïnstalleerd had. Op deze manier kwam hij voor het eerst in contact met de sterrenkunde en werd er zodanig door geboeid dat hij een ijverige leerling werd van Delisle en van de astronoom Pierre-Charles Lemonnier (1715-1799).
Na zijn rechtenstudie keerde hij echter naar zijn geboortestad terug om het beroep van advocaat uit te oefenen. In 1751 kreeg Lemonnier de toelating om Lalande naar Berlijn te sturen voor de observatie van de parallax van de Maan en Mars die gelijktijdig door de geestelijke Nicolas Louis de Lacaille (1713-1762) op de Kaap de Goede Hoop uitgevoerd zou worden. De bedoeling van deze parallaxmetingen was om de afstand tot deze hemellichamen nauwkeuriger te bepalen.
Deze missie volbracht Lalande met zoveel succes dat hij op 21-jarige leeftijd opgenomen werd in de Academie voor Wetenschappen van Berlijn en op die manier in contact kwam met Voltaire, Maupertuis en Euler. Tevens verkreeg hij het lidmaatschap van de "Académie des Sciences" bij zijn terugkeer te Parijs in 1753.
Vanaf dat moment wijdde hij zich met volle kracht aan de bestudering van de planeten van het zonnestelsel en publiceerde in 1759 een gecorrigeerde versie van de tafels van Edmond Halley en voegde er een beschrijving van de naar deze laatste genoemde komeet aan toe.
Halley had de terugkeer van de komeet voorspeld voor het jaar 1758. In zijn voorspelling had hij de storingen veroorzaakt door Jupiter en Saturnus slechts ruw in rekening kunnen brengen. Eind 1757 begon Alexis Claude Clairaut (1713-1765), hierin bijgestaan door Lalande en mevrouw Nicole-Reine Lepaute, aan het uitputtend werk om deze storingen nauwkeurig uit te rekenen, wel wat laat voor zo'n tijdrovende onderneming. In november 1758 kon Clairaut aan de "Académie des Sciences" meedelen dat hij, ten gevolge van de storingen, een vertraging van de terugkeer van de komeet had gevonden van 618 dagen, waarvan 518 voor rekening van Jupiter en 100 veroorzaakt door Saturnus. Hierdoor bekwam hij als datum voor de periheliumdoorgang 15 april 1759, met een resterende onzekerheid van ongeveer een maand. De voorspelling van Halley werd echter nog waarheid, want op Kerstnacht van het jaar 1758 werd de komeet van Halley met een magnitude 8 teruggevonden door de Duitse amateur-astronoom Johann George Palitzsch (1723-1788). De periheliumdoorgang gebeurde op 13 maart 1759, 33 dagen vóór het tijdstip dat Clairaut had aangegeven. Dit was een ware triomf voor de theoretische sterrenkunde.
In 1760 nam Lalande de leerstoel voor astronomie over van Delisle en verzorgde de opleiding van bekende astronomen zoals Jean-Baptiste Joseph Delambre (1749-1822), Giuseppe Piazzi (1746-1826), Pierre Méchain (1744-1804) en van zijn eigen neef Michel Lefrancois de Lalande (1766-1839).
Beroemdheid verwierf Lalande in 1769 door zijn studie van de baan van Venus, waarbij hij gebruik maakte van de bestaande storingstheorieën die waren ontworpen rond de oplossing van het drielichamenprobleem door Euler, Clairaut en D'Alembert. Hij slaagde erin om uit de in 1761 en 1769 gemaakte observaties van de Venusovergangen een verbeterde aardbaan te berekenen en gebruikte deze om een
nauwkeuriger waarde van de astronomische eenheid te bekomen. Zijn waarde van [153 ±1] miljoen km wijkt slechts 2% af van de huidige.
In de periode 1789 tot 1798 verschijnt van zijn hand zijn Histoire céleste française waarin de posities van 47.390 sterren worden vermeld (in samenwerking met Marie-Jeanne de Lalande). Een belangrijke bijdrage tot de popularisatie van de sterrenkunde wordt geleverd door de verschijning van zijn tweedelige Bibliographie astronomique. In 1791 wordt Lalande tot rector van het Collège de France benoemd en
laat hij dames toe aan deze instelling te studeren. In mei 1795 wordt hij directeur van de sterrenwacht van Parijs.
In 1802 stelt hij ook een jaarlijkse prijs in, die zijn naam draagt en die tot doel heeft om het werk van astronomen te belonen.
In Bourg-en-Bresse is er een lyceum dat zijn naam draagt en in Parijs is er in het 14e arrondissement een straat die naar hem genoemd is.

## Bezoek aan de Nederlandse Republiek in 1774
In 1774 bezocht Lalande de Nederlanden om te pleiten voor een grotere rol van astronomie bij het navigatieonderwijs. Juist op dat moment was Arnoldus Strabbe in Amsterdam bezig om Lalandes in 1764 gepubliceerde handboek over de sterrenkunde in het Nederlands te vertalen. Deze vertaling zou in de jaren 1773-1780 in vier delen te Amsterdam worden uitgegeven.  Een handgeschreven reisverslag van Lalandes bezoek aan de Nederlanden wordt bewaard in de bibliotheek van het Institut de France in Parijs. In tegenstelling tot de beschrijving van Lalandes reizen door Italië en Engeland is deze Voyage de Hollande destijds niet gepubliceerd. Het is een korte, maar vrij volledige beschrijving van zijn reis, waarin Lalande een indruk geeft van zijn bezoek aan de steden, wetenschappers, instrumentmakers en andere – voor het grootste deel zeer – prominente mensen in de Nederlandse Republiek. Het laat zien hoe een buitenlandse geleerde Nederland aan het einde van de achttiende eeuw ervoer en hoe de sociale bovenklasse omging met zo’n prominente buitenlandse geleerde. Een becommentarieerde uitgave van dit journaal verscheen in 2019.

## Belangrijkste astronomische werken

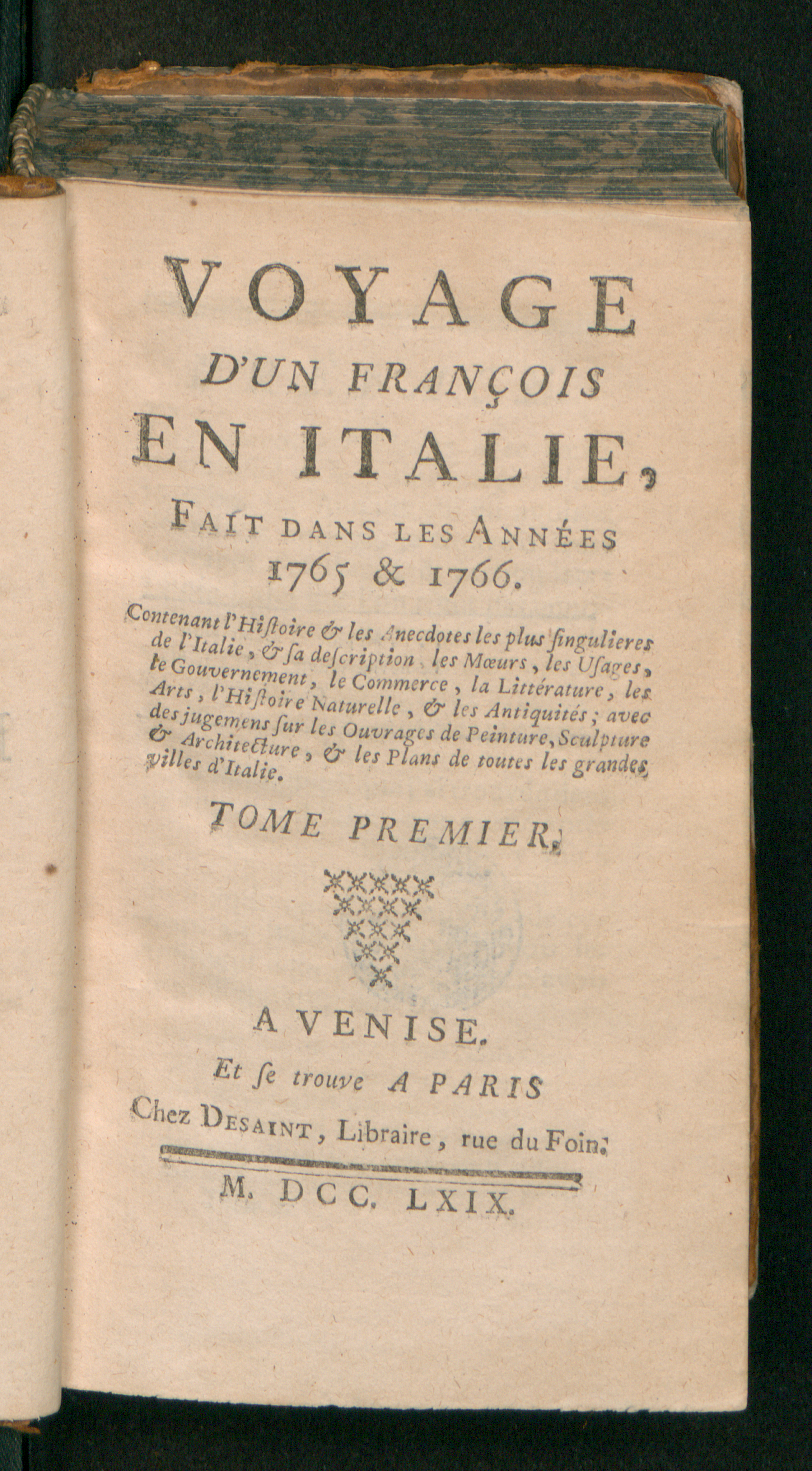
Voyage d'un françois en Italie, fait dans les années 1765 et 1766. Tome premier, 1769

- Exposition du calcul astronomique. 1762
- Traité d'astronomie (twee volumes in 1764, vier volumes van 1771 tot 1781 en een derde druk in drie volumes in 1792). Vertaald als: Astronomia of sterrekunde. Eerste deel; Eerste deel, tweede stuk; Tweede deel, eerste stuk; Tweede deel, tweede stuk; Derde deel; Derde deel, tweede stuk; Vierde deel, eerste stuk; Vierde deel. Te Amsterdam, by Jan Morterre, 1773-1780
- Voyage d'un françois en Italie, fait dans les années 1765 & 1766. Tome premier; Tome second; Tome troisieme; Tome quatrieme; Tome cinquieme; Tome sixieme; Tome septieme; Tome huitieme (1769) (verslag van zijn reis in de periode 1765-1766 met toeristische details).
- Du passage de Vénus sur le soleil, qui s'observera en 1769 (1769)
- Ephemerides des mouvements célestes pour le méridien de Paris. Tome septieme, contenant les dix années de 1775 à 1784; Tome huitieme, contenant les huit années de 1785 à 1792
- Des Canaux de navigation et spécialement du Canal de Languedoc. 1778
- Sterrekundige tafelen van zon en maan, de planeeten, vaste sterren, en de satellieten van Jupiter en Saturnus. Benevens de verklaaring en 't gebruik van die zelfde tafelen. Te Amsterdam, by Jan Morterre, 1780
- Astronomie des dames (1785, seconde éditipn, revue et augmentée, 1795).(Door dit werk geeft Lalande blijk van zijn waardering voor vrouwelijke vorsers. Zijn levensgezellin Louise-Elisabeth-Félicité du Pierry werd later de eerste vrouwelijke professor in de astronomie)
- Volledige beschrijving van alle konsten, ambachten, handwerken, fabrieken, trafieken, derzelver werkhuizen, gereedschappen, enz. : Ten deele overgenomen uit de beroemdste buitenlandsche werken; en vermeerderd met de theorie en praktijk der beste inlandsche konstenaaren en handwerkslieden. Te Dordrecht, bij A. Blussé en zoon, 1792
- Abrégé de navigation historique, théorique et practique, avec des tables horaires (1793) (tabellen opgesteld door Marie-Jeanne de Lalande).
- Histoire céleste française, contenant les observations faites par plusieurs astronomes français. Tome premier (1801).
- Bibliographie astronomique; avec l'histoire de l'astronomie depuis 1781 jusqu'à 1802 (1803).
- Korte beschrijving van het eilandje Elba, het toekomende verblijf van Napoleon Buonaparte en zijn geslacht. Opgemaakt uit de jongste berigten van Lalande, Ferber, Pinkerton en anderen. Haarlem: A. Loosjes Pz., 1814
- Journal d'un voyage en Angleterre 1763. Oxford: Voltaire Foundation at the Taylor Institution, 1980 ISBN 0-7294-0237-1

Verder schreef hij 150 berichten voor de Franse Academie voor Wetenschappen, werkte mee aan de uitgave van het astronomisch jaarboek Connaissance du temps in (1759-1774) en opnieuw in (1794-1807) en completeerde de laatste twee volumes van de tweede uitgave van Montucla's Histoire des mathématiques (1802).